# شاخک

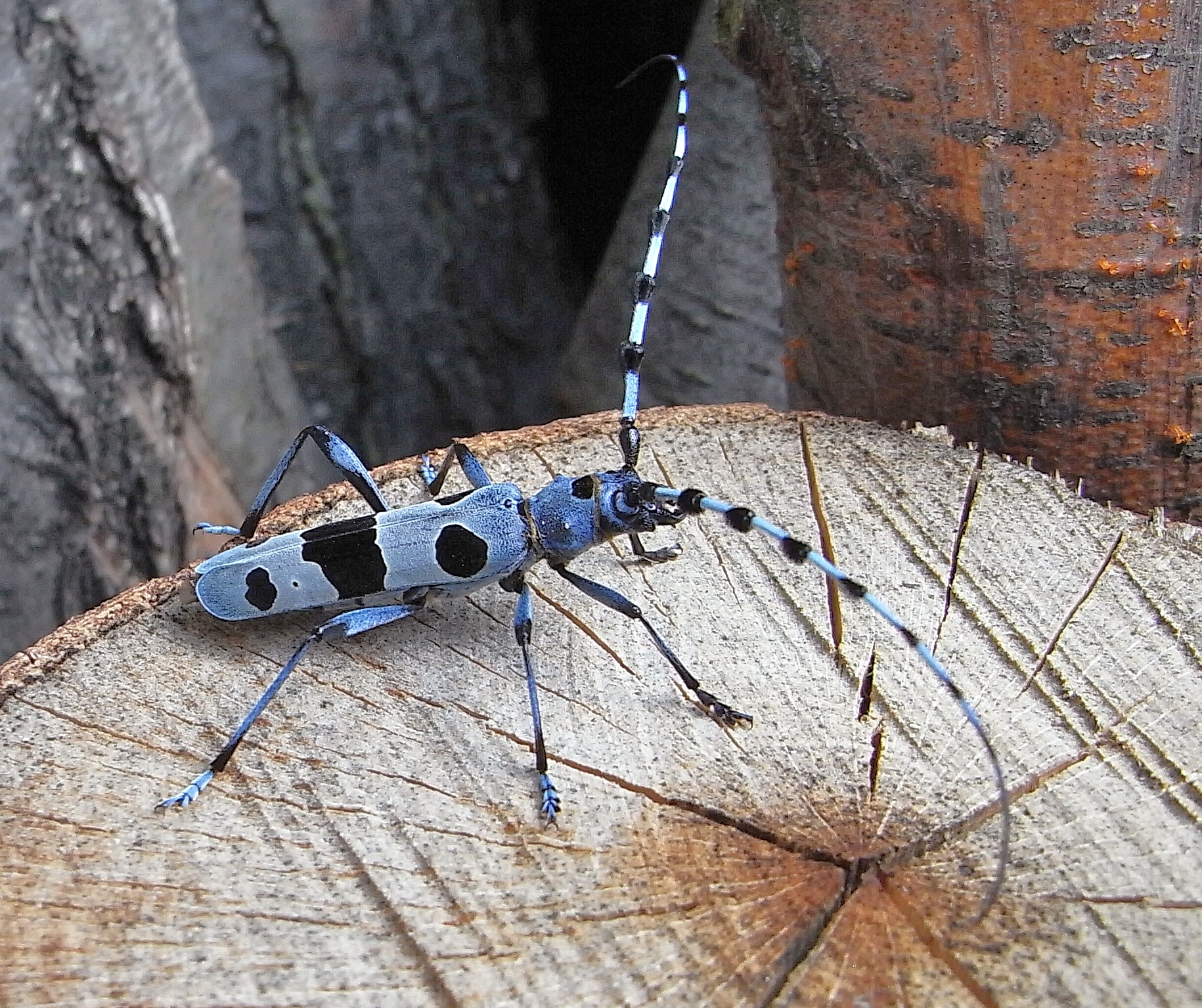
شاخک‌های دراز یک سوسک شاخک‌دراز

شاخک یک جفت از اعضای بدن بندپایان است که برای حس کردن مورد استفاده قرار می‌گیرد. شاخک‌ها به یک یا دو بخش اول سر بندپا متصل می‌شود. شکل شاخک‌ها به‌طور گسترده‌ای متفاوت هستند، اما همیشه از یک یا چند بخش متصل به هم تشکیل شده‌اند. درحالی‌که آنها معمولاً دستگاه حسی هستند، طبیعت دقیق چیزی که آنها حس می‌کنند و شیوهٔ احساس آنها در همهٔ گروه‌ها یکسان نیست. این حس ممکن است گوناگون شامل حس لمس، حرکت هوا، گرما، ارتعاش (صدا) و به‌ویژه بو یا مزه باشد. شاخک‌ها گاهی برای مقاصد دیگری اصلاح شده‌اند، مانند جفت‌گیری، پرورش فرزندان، شنا کردن، و حتی چنگ زدن به یک بستر. شاخک‌های لارو بندپایان با شاخک بندپایان بالغ متفاوت است. به عنوان مثال بسیاری از خرچنگ‌ها، شکل‌های لاروی توانایی شنا کردن دارند که برای شنا از شاخک‌هایشان استفاده می‌کنند.